# Charlie Rouse

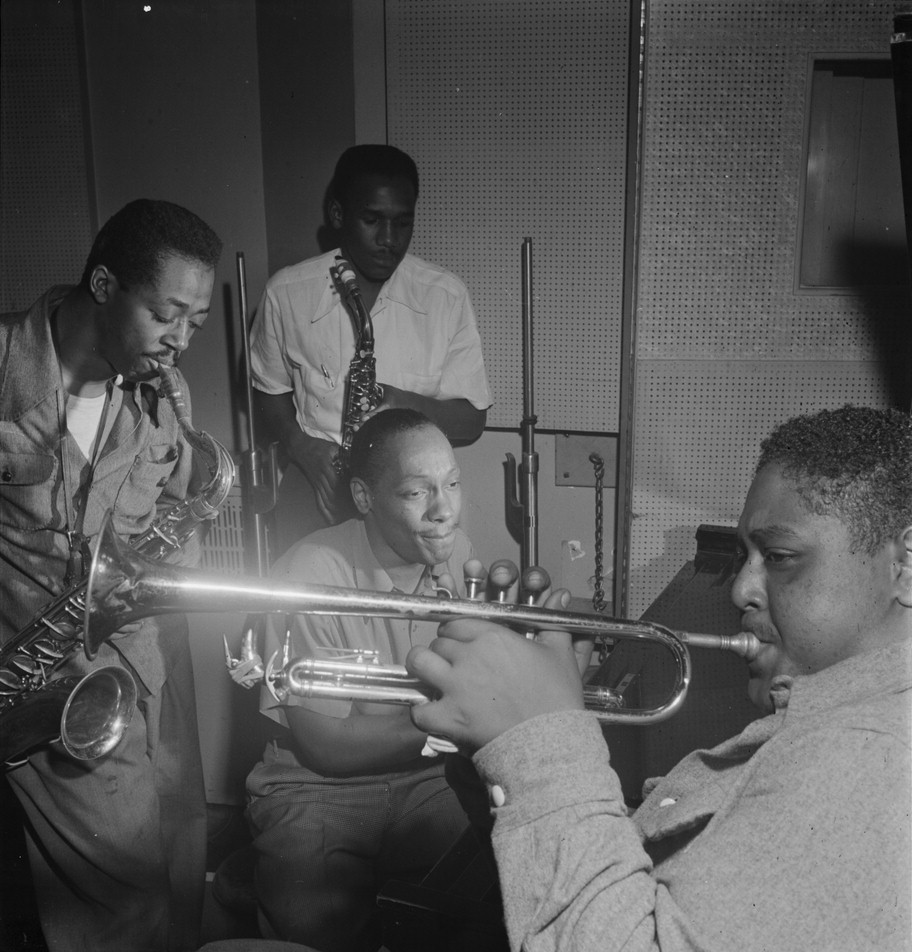
Fats Navarro, Charlie Rouse, Ernie Henry, Tadd Dameron. Foto: William P. Gottlieb.

Charlie Rouse (* 6. April 1924 in Washington, D.C.; † 30. November 1988 in Seattle) war ein amerikanischer Tenorsaxophonist.

## Leben und Werk
Charlie Rouse studierte zunächst Klarinette, bevor er sich dem Saxophon zuwandte. Bald spielte er in den Big Bands von Billy Eckstine (1944) und Dizzy Gillespie (1945), seine ersten Aufnahmen als Solist machte er jedoch mit Tadd Dameron und Fats Navarro im Jahre 1947. Weitere Karrierestationen waren Engagements bei Duke Ellington (1949–50) sowie Count Basie (1950). Es folgten Aufnahmen mit Clifford Brown (Memorial Album, 1953) und ein Engagement beim Oscar Pettiford Sextet (1955). Zwischen 1956 und 1959 leitete er die Band Les Jazz Modes, zusammen mit Julius Watkins. 1961 wirkte er bei Benny Carters Album Further Definitions mit.

### Die Monk-Jahre
Rouse wurde vor allem bekannt durch seine Arbeit mit dem Thelonious Monk Quartet, dem er elf Jahre von 1959 bis 1970 angehörte und das als eine der fruchtbarsten Zusammenarbeiten in der Geschichte von Jazz gilt. Rouse hatte zu dieser Zeit seinen eigenen Stil entwickelt, den man als schnörkellos, unaufgeregt, deutlich und dennoch üppig beschreiben kann. Seine eher zurückhaltende Persönlichkeit harmonierte mit der unbändigen von Monk, mit dem er ein anspruchsvolles Wechselspiel entwickelte.
Neben den typischen agilen Improvisationsphrasen war ein herausragendes Kennzeichen des Solisten Rouse der beißende, etwas heisere Klang auf dem Instrument, welches er bevorzugt in der mittleren bis oberen Lage spielte.
Miles Davis schrieb in seiner Biographie, dass die einzigen Bläser, die mit Monk einen guten Sound machten, John Coltrane, Sonny Rollins und Charlie Rouse waren.

### Solo-Karriere
Während der 1970er Jahre nahm er drei Alben als Leader auf. Einen Höhepunkt dieser Schaffensperiode stellt das Album Cinnamon Flower dar, auf dem er die brasilianischen Newcomer wie Dom Salvador, Amaury Tristao, Dom Um Romão, Portinho und Claudio Roditi mit bekannten New Yorker Jazzern wie Ron Carter, Bernard Purdie und Clifford Adams zusammenbrachte. 1974 wirkte er bei Clifford Jordans Album Drink Plenty Water (ed. 2023) mit.
1979 gründete er die Gruppe Sphere (von Thelonious Sphere Monk) zusammen mit dem Schlagzeuger Ben Riley und dem Pianisten Kenny Barron als Tribut an die Arbeit Monks. Sieben Wochen nach der Veröffentlichung seines letzten Albums Epistrophy, einer Hommage an Monk, starb Rouse mit 64 Jahren 1988 in der Universitätsklinik von Seattle an Lungenkrebs.

## Sonstiges
Im Jahre 2007 wurde der Asteroid (10426) Charlierouse durch seinen Entdecker, den amerikanischen Astronomen und Monk- und Rouse-Fan Joe Montani, nach dem Saxophonisten benannt. Er ist ebenso wie der Asteroid "(11091) Thelonious" ein Asteroid des Hauptgürtels. Beide haben eine Periode von circa vier Jahren und einen Durchmesser von ungefähr zehn Kilometern.

## Diskografische Hinweise
| Alben unter eigenem Namen - Jazz Modes (Dawn, /Biograph, 1956) - The Chase Is On (1957, Bethlehem Records) - Takin’ Care Of Business (1960, Prestige Records) - Unsung Hero (1960–61, Epic) - Two is One (1974, Strata-East) - Cinnamon Flower (1974, Rykodisc) - Moment’s Notice (1977, Storyville) - Bossa Nova Bacchanal (1962–65, Blue Note) - Upper Manhattan Jazz Society (1981, Enja) - Social Call (1984, Uptown) - Epistrophy (1988, Landmark) | mit Thelonious Monk: - Monk’s Dream (1963, Columbia) - Big Band and Quartet in Concert (1963, Columbia) - Monk (Columbia, 1964) - Live at the It Club (1964, Sony, erschienen 1998) - Monk in Paris; Live at the Olympia (Thelonious, 1965/66) - Straight, No Chaser (1966, Columbia) - Underground (Columbia, 1968) |